# Demografie Thüringens
Die Demografie Thüringens ist die Gesamtheit demografischer Zustände und Prozesse im deutschen Bundesland Thüringen. Sie ist starken Veränderungen unterworfen, so ging die Bevölkerungszahl insgesamt seit dem Höchststand kurz nach dem Zweiten Weltkrieg um fast ein Drittel zurück. Auf regionaler Ebene stehen sich im selben Zeitraum wachsende Großstädte und ländliche Gemeinden, die teilweise deutlich über die Hälfte ihrer Bevölkerung verloren haben, gegenüber. Auch für die Zukunft wird insgesamt mit einer rückläufigen Gesamtbevölkerungszahl gerechnet, wobei sich lokale Entwicklungen stark ausdifferenzieren.
Zwischen dem 1. Januar 1989 und dem 31. Dezember 2012 verließen im Saldo 257.163 Menschen das Land, zum Großteil in die alten Bundesländer (vor allem in die wirtschaftsstarken Nachbarländer Bayern und Hessen), des Weiteren in die ostdeutschen Metropolen Berlin, Leipzig und Dresden sowie zu einem geringeren Teil auch ins Ausland (hier waren die Schweiz, Österreich und Skandinavien die wichtigsten Zielregionen). Seit 2013 ist der Wanderungssaldo positiv und summiert sich zwischen dem 31. Dezember 2012 und dem 31. Dezember 2017 auf insgesamt 31.243 Personen, wobei hierfür ausschließlich die Nettozuwanderung aus dem Ausland verantwortlich ist. Das Geburtendefizit summierte sich im Zeitraum vom 1. Januar 1989 bis zum 31. Dezember 2017 auf 297.534 Personen. Daraus ergibt sich ein Bevölkerungsrückgang um 20 % seit der Wende 1989.

## Historische Entwicklung

### Vormoderne
Fast alle Siedlungen in Thüringen sind mittelalterlichen Ursprungs, wobei die schriftliche Überlieferung von Ortsgründungen ab 700 einsetzt. Zunächst wurden die klimatischen und topografischen Gunstlagen kultiviert, Hügelgebiete folgten später, während die Gebirgslagen bis ins Spätmittelalter noch weitgehend unbesiedelt blieben. Technologische Fortschritte und ein zunehmender Bevölkerungsdruck in besiedelten Gebieten führten schließlich auch zu Ortsgründungen auf den Höhen von Thüringer Wald und Thüringer Schiefergebirge sowie in trockengelegten Niederungsgebieten. Insgesamt war der Besiedlungsprozess Ende des 15. Jahrhunderts abgeschlossen, sodass im größeren Stil keine neuen Ortsgründungen mehr folgten.
Weite Teile Ostthüringens waren im Mittelalter von slawischen Gruppen besiedelt worden, worauf noch heute viele Ortsnamen diesen Ursprungs hinweisen. Die mittelalterliche Ostsiedlung brachte im 12. und 13. Jahrhundert die Assimilierung der slawischen Bevölkerungsgruppen mit sich, die dadurch ihre ursprüngliche kulturelle Identität nach und nach verloren und in der deutschen Bevölkerung aufgingen.
Im Mittelalter und in der frühen Neuzeit waren insbesondere das Thüringer Becken und die anderen landwirtschaftlichen Gunstlagen wie das Altenburger Land, die Orlasenke, das Grabfeld und die Goldene Aue sowie verkehrsgünstige Standorte entlang der großen Flusstäler und der Via regia dicht besiedelt. Hier entstanden vergleichsweise wohlhabende Bauerndörfer und Handelsstädte, während die Hochlagen, etwa im Schiefergebirge, am Ende der frühen Neuzeit von Armut und widrigen Lebensverhältnissen geprägt waren.
Das ausgehende 18. und das 19. Jahrhundert brachten insgesamt ein starkes Bevölkerungswachstum hervor. Im Zeichen des demografischen Übergangs wuchs die Bevölkerung besonders im ländlichen Raum stark an und erreichte vor Beginn der Urbanisierung ab etwa 1840 in einigen Orten Werte, die allenfalls durch die Ansiedlung zahlreicher Vertriebener nach dem Zweiten Weltkrieg kurzzeitig wieder erreicht wurden.

### Industrialisierung und Urbanisierung bis zum Zweiten Weltkrieg
Ab 1840 begann die Industrialisierung, gleichzeitig wurde das Eisenbahnnetz aufgebaut und der Prozess der Urbanisierung begann: Nun wuchsen vor allem die Städte, die die meisten Zuwanderer in ihrem unmittelbaren regionalen Umland gewinnen konnten, wodurch dort der Bevölkerungsdruck etwas abnahm. Dennoch wanderten im 19. Jahrhundert auch viele Menschen aus, etwa in die Vereinigten Staaten oder nach Brasilien. Vorreiter der Industrialisierung war die ostthüringische Textilindustrie mit Standorten wie Gera, Zeulenroda, Pößneck oder Apolda, sodass hier schon im mittleren 19. Jahrhundert eine starke Migrationsbewegung, verbunden mit einem Urbanisierungsschub einsetzte. Später folgten andere Zweige des verarbeitenden Gewerbes wie die Metallindustrie und der Maschinen- und Fahrzeugbau in Städten wie Erfurt, Gotha, Suhl und Eisenach. Zu den letzten sich industrialisierenden Wirtschaftszweigen gehörten zu Beginn des 20. Jahrhunderts die optische und die Glasindustrie an Standorten wie Jena und Ilmenau. So herrschte in Thüringen weiterhin eine kleinstädtische aber dennoch industrielle Prägung vor. Erfurt blieb von 1906 bis 1959 die einzige Großstadt im Land, wobei die Bevölkerungsdichte Thüringens im innerdeutschen Vergleich vor dem Zweiten Weltkrieg relativ hoch war.
| Urbanisierungsraten in Thüringen | Urbanisierungsraten in Thüringen | Urbanisierungsraten in Thüringen | Urbanisierungsraten in Thüringen |
| Stadt                            | Einwohner 1843                   | Einwohner 1939                   | Veränderung                      |
| -------------------------------- | -------------------------------- | -------------------------------- | -------------------------------- |
| Erfurt                           | 28.430                           | 159.201                          | + 460 %                          |
| Gera                             | 11.255                           | 81.931                           | + 628 %                          |
| Jena                             | 5.166                            | 68.377                           | + 1224 %                         |
| Weimar                           | 11.444                           | 65.916                           | + 476 %                          |
| Gotha                            | 13.321                           | 51.995                           | + 290 %                          |
| Eisenach                         | 9.377                            | 50.464                           | + 438 %                          |
| Altenburg                        | 13.697                           | 44.338                           | + 224 %                          |
| Mühlhausen                       | 12.650                           | 41.493                           | + 228 %                          |
| Nordhausen                       | 12.564                           | 40.673                           | + 224 %                          |
| Greiz                            | 6.215                            | 38.933                           | + 526 %                          |
| Apolda                           | 3.298                            | 27.936                           | + 747 %                          |
| Suhl                             | 7.828                            | 23.168                           | + 196 %                          |
| Arnstadt                         | 4.709                            | 22.619                           | + 380 %                          |
| Saalfeld                         | 4.417                            | 21.980                           | + 398 %                          |
| Sonneberg                        | 3.606                            | 20.204                           | + 460 %                          |

### Vom Zweiten Weltkrieg bis zur Wiedervereinigung
Am Ende des Zweiten Weltkriegs kamen viele Vertriebene aus Osteuropa und Kriegsflüchtlinge aus den zerstörten Ballungsgebieten ins relativ unversehrte Thüringen, insbesondere in ländliche Regionen, sodass die Bevölkerungszahl kurzzeitig bis auf etwa drei Millionen anstieg. Als sich die Versorgungslage unter sowjetischer Besatzung nicht verbesserte und gegenüber der Trizone zurückfiel, verließen viele Einwohner und Vertriebene das Land in Richtung Westen. Dieser Prozess setzte sich auch in den 1950er-Jahren rapide fort und wurde erst durch die Schließung der innerdeutschen Grenze 1961 unterbrochen.
In der folgenden Zeit blieb die Bevölkerung bei leicht rückläufiger Tendenz relativ konstant, da es der DDR-Regierung durch ihre Familien- und Gesellschaftspolitik gelang, die Kinderzahl auf einem recht hohen Niveau zu halten, sodass dem Pillenknick in den 1970er-Jahren der Honeckerbuckel der 1980er-Jahre mit geburtenstarken Jahrgängen folgte. Auf lokaler Ebene gab es hingegen deutliche Bevölkerungsverschiebungen. Neben Erfurt und zwei neuen Großstädten (Gera ab 1959 und Jena ab 1975) wurden insbesondere die Bezirksstadt Suhl und einige Mittelzentren (allen voran das zur Stadt ausgebaute Dorf Leinefelde, aber auch Sömmerda, Ilmenau, Hermsdorf und Bad Salzungen) durch die staatliche Wohnungsbaupolitik stark gefördert und ausgebaut, während die meisten anderen Städte in ihrer Einwohnerzahl stagnierten. Der ländliche Raum wurde hingegen von der Wohnungspolitik der DDR vernachlässigt, sodass die Bevölkerungszahlen der Dörfer zwischen 1950 und 1990 (teils rapide) zurückgingen, was auch strukturell durch die Konzentration der Industriebetriebe in den Städten und die Rationalisierung der Landwirtschaft bedingt war. Insgesamt setzte sich damit der Urbanisierungstrend (anders als in Westdeutschland) auch während der DDR-Zeit fort.

### Nach der Wiedervereinigung
Nach der Wiedervereinigung folgte ein drastischer Einbruch der Geburtenraten in den 1990er-Jahren, der erst Mitte der 2000er-Jahre überwunden wurde. Seitdem liegen die Kinderzahlen pro Frau wieder leicht über dem gesamtdeutschen Durchschnitt. Gleichzeitig erfolgten zwei starke Abwanderungswellen in die alten Bundesländer. Die erste Welle umfasste die Jahre 1989 bis 1991, in denen per Saldo über 130.000 Einwohner das Land verließen. Die zweite Abwanderungswelle folgte in den Jahren 2000 bis 2009, da sich die wirtschaftliche Situation in Thüringen nicht verbesserte und insbesondere junge Menschen keine Perspektive für sich sahen. Im Saldo verlor das Land hierbei noch einmal etwa 110.000 Einwohner, darunter besonders junge Erwachsene der geburtenstarken 1980er-Jahrgänge. Seit 2010 hat sich das Wanderungsgeschehen beruhigt, da zum einen die geburtenschwachen 1990er-Jahrgänge ins „Wanderungsalter“ hineinwuchsen und zum anderen die wirtschaftliche Situation deutlich besser geworden ist, etwa in Bezug auf Arbeitslosigkeit und Lehrstellensuche, während sich das Lohngefälle zu den alten Bundesländern nicht wesentlich verkleinert hat.
Die Zuwanderung aus dem Ausland veränderte sich nach der Wiedervereinigung ebenfalls. Waren zu DDR-Zeiten lediglich Vertragsarbeiter aus Vietnam, Polen und Mosambik für einen zeitlich begrenzten Aufenthalt eingewandert, kamen nun Migranten aus aller Welt auch zum dauerhaften Leben nach Thüringen. Von den DDR-Vertragsarbeitern blieben lediglich einige Vietnamesen über die Wiedervereinigung hinaus im Land, sodass sie bis heute eine der größten Migrantengruppen in Thüringen stellen. Dennoch blieb der Ausländeranteil Thüringens aufgrund der schwachen wirtschaftlichen Struktur gering und liegt deutlich unter dem deutschen Durchschnitt.
Auch auf lokaler Ebene veränderte sich die Bevölkerungsstruktur nach der Wiedervereinigung abermals. In den 1990er-Jahren fand eine kurze Suburbanisierungswelle statt, die aber schon in den 2000er-Jahren abebbte. Dennoch prägt diese Welle viele Gemeinden etwa entlang der Bundesautobahn 4 zwischen den großen Städten bis heute. Die Städte erlebten gleichzeitig alle einen starken Schrumpfungsprozess, der sich erst nach 2000 ausdifferenzierte. Seitdem wachsen einige Städte wieder, während andere weiterhin – mit abnehmender Intensität – schrumpfen. Im ländlichen Raum beschleunigten sich die Bevölkerungsverluste hingegen nach 2000 rapide und regional dispers, sodass abermals eine Phase relativer Urbanisierung eingetreten ist, in der der Anteil städtischer Bevölkerung steigt.
Seit etwa 2012 steigt die Zuwanderung aus dem Ausland in Thüringen wie in ganz Deutschland stark an. Besonders im Vordergrund stehen dabei einerseits Arbeitsmigranten aus den östlichen und südlichen EU-Ländern, die erste demografische Lücken im Arbeitsmarkt füllen (besonders im Lehrstellenmarkt und in Mangelberufen), andererseits Asylsuchende, von denen Thüringen gemäß dem Königsteiner Schlüssel 2,75 % aufnimmt. Dadurch ist der Wanderungssaldo seit 2013 wieder positiv.

### Entwicklung der Einwohnerzahl

Einwohnerentwicklung von Thüringen von 1834 bis 2018 nach nebenstehender Tabelle

Werte ab 1950: Gebietsstand 1994 (bis heute keine Änderung); Daten jeweils zum 31. Dezember des Jahres; Quelle: TLS
| Jahr   | Einwohner |
| ------ | --------- |
| 1834 1 | 1.172.375 |
| 1864 1 | 1.435.115 |
| 1890 1 | 1.737.544 |
| 1910 1 | 2.160.692 |
| 1950   | 2.932.242 |
| 1955   | 2.819.600 |
| 1960   | 2.737.865 |
| 1965   | 2.747.767 |
| 1970   | 2.759.084 |
| 1975   | 2.737.235 |

| Jahr | Einwohner |
| ---- | --------- |
| 1980 | 2.730.368 |
| 1985 | 2.721.539 |
| 1986 | 2.718.598 |
| 1987 | 2.720.677 |
| 1988 | 2.723.268 |
| 1989 | 2.683.877 |
| 1990 | 2.611.319 |
| 1991 | 2.572.069 |
| 1992 | 2.545.808 |
| 1993 | 2.532.799 |

| Jahr | Einwohner |
| ---- | --------- |
| 1994 | 2.517.776 |
| 1995 | 2.503.785 |
| 1996 | 2.491.119 |
| 1997 | 2.478.148 |
| 1998 | 2.462.836 |
| 1999 | 2.449.082 |
| 2000 | 2.431.255 |
| 2001 | 2.411.387 |
| 2002 | 2.392.040 |
| 2003 | 2.373.157 |

| Jahr   | Einwohner |
| ------ | --------- |
| 2004   | 2.355.280 |
| 2005   | 2.334.575 |
| 2006   | 2.311.140 |
| 2007   | 2.289.219 |
| 2008   | 2.267.763 |
| 2009   | 2.249.882 |
| 2010   | 2.235.025 |
| 2011 2 | 2.221.222 |
| 2011 3 | 2.181.603 |
| 2012   | 2.170.460 |

| Jahr | Einwohner |
| ---- | --------- |
| 2013 | 2.160.840 |
| 2014 | 2.156.759 |
| 2015 | 2.170.714 |
| 2016 | 2.158.128 |
| 2017 | 2.151.205 |
| 2018 | 2.143.145 |
| 2019 | 2.133.378 |
| 2020 | 2.120.237 |

| Entwicklung der Einwohnerzahl seit 2000 | Entwicklung der Einwohnerzahl seit 2000 | Entwicklung der Einwohnerzahl seit 2000 | Entwicklung der Einwohnerzahl seit 2000 | Entwicklung der Einwohnerzahl seit 2000 |
| Jahr                                    | Einwohner                               | Veränderung                             | Geburtensaldo                           | Wanderungssaldo                         |
| --------------------------------------- | --------------------------------------- | --------------------------------------- | --------------------------------------- | --------------------------------------- |
| 2000                                    | 2.431.255                               | −0,73 %                                 | −8.504                                  | −9.973                                  |
| 2001                                    | 2.411.387                               | −0,82 %                                 | −8.148                                  | −11.719                                 |
| 2002                                    | 2.392.040                               | −0,80 %                                 | −8.993                                  | −10.279                                 |
| 2003                                    | 2.373.157                               | −0,79 %                                 | −9.309                                  | −9.481                                  |
| 2004                                    | 2.355.280                               | −0,75 %                                 | −8.015                                  | −9.899                                  |
| 2005                                    | 2.334.575                               | −0,88 %                                 | −8.982                                  | −11.820                                 |
| 2006                                    | 2.311.140                               | −1,00 %                                 | −9.197                                  | −14.270                                 |
| 2007                                    | 2.289.219                               | −0,95 %                                 | −8.636                                  | −13.310                                 |
| 2008                                    | 2.267.763                               | −0,94 %                                 | −8.944                                  | −12.693                                 |
| 2009                                    | 2.249.882                               | −0,79 %                                 | −9.920                                  | −8.026                                  |
| 2010                                    | 2.235.025                               | −0,66 %                                 | −9.174                                  | −5.741                                  |
| 2011                                    | 2.221.222                               | −0,62 %                                 | −9.647                                  | −4.209                                  |
| 2011                                    | 2.181.603                               | neuer Stand nach Zensus (−1,78 %)       | neuer Stand nach Zensus (−1,78 %)       | neuer Stand nach Zensus (−1,78 %)       |
| 2012                                    | 2.170.460                               | −0,51 %                                 | −9.799                                  | −1.728                                  |
| 2013                                    | 2.160.840                               | −0,44 %                                 | −10.167                                 | 152                                     |
| 2014                                    | 2.156.759                               | −0,19 %                                 | −9.070                                  | 4.721                                   |
| 2015                                    | 2.170.714                               | +0,65 %                                 | −10.896                                 | 24.633                                  |
| 2016                                    | 2.158.128                               | −0,58 %                                 | −9.837                                  | −2.255                                  |
| 2017                                    | 2.151.205                               | −0,32 %                                 | −11.229                                 | 3.992                                   |
| 2018                                    | 2.143.145                               | −0,37 %                                 | −12.387                                 | 4.559                                   |
| 2019                                    | 2.133.378                               |                                         | -12.549                                 | 3.372                                   |

## Bevölkerungsbestand
Thüringen hatte am 31. Dezember 2017 insgesamt 2.151.205 Einwohner. Das entspricht einem Rückgang gegenüber dem Vorjahr um 0,32 %.

### Regionale Verteilung im Raum

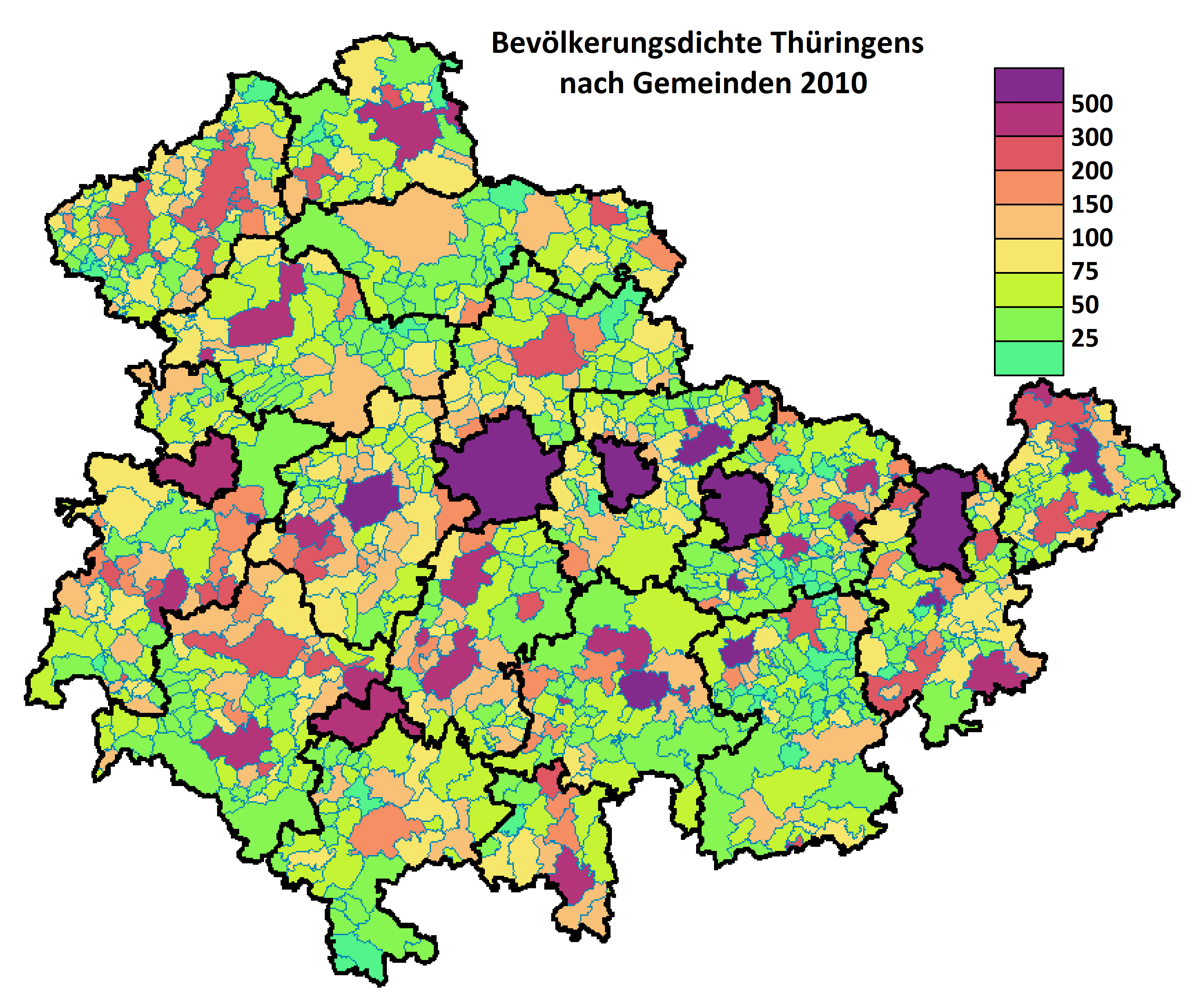
Bevölkerungsdichte auf Gemeindeebene 2010

Im Vergleich zu den meisten anderen Bundesländern ist die Bevölkerung Thüringens relativ homogen über die Landesfläche verteilt. Insbesondere ist das Fehlen von größeren Agglomerationen typisch, andererseits gibt es auch keine größeren Gebiete mit extrem niedriger Bevölkerungsdichte. Der demografische Wandel führt jedoch zu einer zunehmenden Polarisierung, in deren Ergebnis die Bevölkerungsdichte besonders in den ohnehin schon dünn besiedelten Regionen weiter abnimmt. Steigende Infrastrukturkosten aufgrund von Unterauslastung führen dann zu einer Negativspirale aus abnehmender Attraktivität und abnehmendem Angebot. Besonders betroffen sind hiervon beispielsweise einige Bereiche Nordthüringens zwischen Mühlhausen und Sondershausen, der südliche Landkreis Hildburghausen oder auch der Süden des Saale-Orla-Kreises, wo die Bevölkerungsdichten bereits weiträumig unterhalb von 50 Einwohnern pro Quadratkilometer liegen.
Der Verstädterungsgrad in Thüringen ist im Bundesvergleich unterdurchschnittlich, nimmt aber stetig zu, da die ländlichen Gemeinden deutlich schneller schrumpfen als die Städte. Nach einer engeren Definition, die nur Gemeinden über 20.000 Einwohnern berücksichtigt, lag der Verstädterungsgrad in Thüringen 2013 bei etwa 42 %. Nimmt man noch die Gemeinden über 5.000 Einwohnern hinzu, steigt er auf etwa 64 % (2013) an, wobei dann einige große Landgemeinden enthalten sind, die kein städtisches Zentrum besitzen (z. B. Uhlstädt-Kirchhasel). Definiert man Stadt als Gemeinde mit Stadtrecht im juristischen Sinn, lag der Anteil der Stadtbevölkerung 2013 bei 68 %, wobei die siedlungsstrukturelle Aussagekraft dieses Wertes aufgrund zahlreicher Kleinststädte wie Ummerstadt oder Städten, die wie etwa Großenehrich hauptsächlich aus eingemeindeten dörflichen Ortsteilen bestehen, gering ist.
Auch die demografische Dynamik unterscheidet sich zwischen den Städten und ländlichen Gemeinden. Der Anteil von Migranten ist in den Städten höher, während er auf dem Land nahe null liegt. Außerdem sind in ländlichen Gemeinden die Wanderungsverluste größer (während insbesondere die großen Städte hier Gewinne verzeichnen) und die Geburtendefizite fallen höher aus, was zu einer ungünstigeren Altersstruktur führt. So gingen die Bevölkerungsverluste der letzten Jahre fast ausschließlich zu Lasten des ländlichen Raumes, wo viele kleinere Gemeinden extrem hohe Geburtendefizite aufweisen, sodass teilweise dreimal so viele Sterbefälle wie Geburten pro Jahr registriert werden. Seit etwa 2010 lässt sich eine neuerliche Suburbanisierungswelle in den Ortschaften zwischen Erfurt, Weimar und Jena beobachten, die vom zinsbedingten Immobilienboom sowie dem zur Neige gehenden innerstädtischen Einfamilienhaus-Bauland in diesen Städten hervorgerufen wurde. Hiervon profitieren gut angebundene Gemeinden wie etwa Mönchenholzhausen, Mellingen oder Magdala.
| Bevölkerung nach Gemeindegrößen (Gebietsstand 2016)   | Bevölkerung nach Gemeindegrößen (Gebietsstand 2016) | Bevölkerung nach Gemeindegrößen (Gebietsstand 2016) | Bevölkerung nach Gemeindegrößen (Gebietsstand 2016) | Bevölkerung nach Gemeindegrößen (Gebietsstand 2016) |
| Größenklasse                                          | Einwohnerzahl 2011                                  | Anteil 2011                                         | Einwohnerzahl 2016                                  | Anteil 2016                                         |
| ----------------------------------------------------- | --------------------------------------------------- | --------------------------------------------------- | --------------------------------------------------- | --------------------------------------------------- |
| Großstadt (über 100.000 Einwohner)                    | 308.380                                             | 14,1 %                                              | 321.434                                             | 14,9 %                                              |
| Mittelstadt (20.000 bis 100.000 Einwohner)            | 599.753                                             | 27,5 %                                              | 598.705                                             | 27,7 %                                              |
| Kleinstadt und Landgemeinden (unter 20.000 Einwohner) | 1.273.470                                           | 58,4 %                                              | 1.237.989                                           | 57,4 %                                              |

### Internationale Migration und Ausländer
Da im Land keine großen Ballungsgebiete liegen, stellt internationale Migration in nennenswertem Umfang ein recht neues Phänomen dar. Erste Ausländer kamen Ende der 1960er-Jahre im Rahmen der Vertragsarbeiterabkommen zwischen der DDR und anderen sozialistischen Staaten ins Land. DDR-weit lag ihre Anzahl jedoch noch bis Ende der 1970er-Jahre unter 20.000, außerdem blieben viele der Vertragsarbeiter nur für einige Jahre, da eine dauerhafte Einwanderung in die DDR nicht vorgesehen war. Erst in den letzten Jahren der DDR stieg ihre Anzahl auf knapp 100.000 (in der gesamten DDR) an, wobei Vietnam das wichtigste Herkunftsland war. Nach der Wiedervereinigung blieben einige der Vietnamesen in Thüringen, sodass sie bis heute eine der größeren Migrantengruppen darstellen.
In den 1990er-Jahren erreichte die Einwanderung nach Deutschland im Zeichen des Zusammenbruchs Jugoslawiens und der Sowjetunion einen Höchststand, der sich auch in Thüringen bemerkbar machte. Die Ausländerzahl stieg auf etwa 30.000 bis 40.000 an und stagnierte dann bis etwa 2010. Seitdem steigt sie wieder an, so erhöhte sie sich zwischen Mai 2011 (Zensus) und Dezember 2017 von 33.000 auf 97.000, was einer Verdreifachung innerhalb von sechseinhalb Jahren entspricht. Der Ausländeranteil ist mit 4,5 % (2017) dennoch der geringste aller Bundesländer. Zudem sind die Herkunftsregionen der ausländischen Bevölkerung heterogener als im Bundesdurchschnitt, da die Einwanderung im Wesentlichen erst im Zeitalter der Globalisierung stattfand und sich nicht wie im Westdeutschland der 1960er-Jahre auf wenige Herkunftsländer beschränkt.
| Wichtigste Herkunftsländer der Ausländer in Thüringen 2017 | Wichtigste Herkunftsländer der Ausländer in Thüringen 2017 | Wichtigste Herkunftsländer der Ausländer in Thüringen 2017 | Wichtigste Herkunftsländer der Ausländer in Thüringen 2017 |
| Platz                                                      | Land                                                       | Personen                                                   | Anteil                                                     |
| ---------------------------------------------------------- | ---------------------------------------------------------- | ---------------------------------------------------------- | ---------------------------------------------------------- |
| 1.                                                         | Syrien (Artikel)                                           | 15.210                                                     | 15,1 %                                                     |
| 2.                                                         | Polen (Artikel)                                            | 10.490                                                     | 10,4 %                                                     |
| 3.                                                         | Afghanistan (Artikel)                                      | 7.050                                                      | 7,0 %                                                      |
| 4.                                                         | Rumänien (Artikel)                                         | 6.875                                                      | 6,8 %                                                      |
| 5.                                                         | Irak (Artikel)                                             | 4.570                                                      | 4,5 %                                                      |
| 6.                                                         | Russland (Artikel)                                         | 4.430                                                      | 4,4 %                                                      |
| 7.                                                         | Bulgarien (Artikel)                                        | 3.375                                                      | 3,3 %                                                      |
| 8.                                                         | Vietnam (Artikel)                                          | 2.905                                                      | 2,9 %                                                      |
| 9.                                                         | Ungarn (Artikel)                                           | 2.860                                                      | 2,8 %                                                      |
| 10.                                                        | Ukraine (Artikel)                                          | 2.450                                                      | 2,4 %                                                      |
|                                                            | nachrichtlich: Summe Ex-Sowjetunion                        | 11.895                                                     | 11,8 %                                                     |
|                                                            | nachrichtlich: Summe Ex-Jugoslawien                        | 4.845                                                      | 4,8 %                                                      |
|                                                            | nachrichtlich: Summe östliche EU-Länder 1                  | 30.690                                                     | 30,4 %                                                     |

Der Zensus 2011 führte zu einer Korrektur der Ausländerzahl von 51.000 (zum 31. Dezember 2011 auf Basis der alten Fortschreibung) auf 35.000 (zum 31. Dezember 2011 auf neuer Basis), was einer Abweichung von fast einem Drittel entspricht. Erstmals wurde im Rahmen des Zensus auch der Anteil der Bevölkerung mit Migrationshintergrund erhoben. In Thüringen hatten demnach 71.000 Einwohner einen Migrationshintergrund gemäß statistischer Definition, das entsprach einem Bevölkerungsanteil von 3,3 %. Während in Deutschland etwa 26 % der Migranten von außerhalb Europas zugewandert waren, waren es in Thüringen 34 %, was die heterogene Herkunft der Zuwanderer unterstrich. Lebten deutschlandweit 46 % der Migranten schon länger als 20 Jahre im Land, waren es in Thüringen immerhin 32 %, die schon zu DDR-Zeiten oder in den ersten Jahren nach der Wende einwanderten. Erst in den letzten neun Jahren zugewandert sind 24 % der deutschen Migranten und 36 % der Migranten in Thüringen. Rund 500 Personen werden in Thüringen jährlich eingebürgert, was die Anzahl der Ausländer jedes Jahr etwas verringert.
Ein nicht unbedeutender Teil der Zuwanderung aus dem Ausland geht auf Flüchtlinge und Asylsuchende zurück, die zunächst über die Erstaufnahmeeinrichtung des Landes in Eisenberg gleichmäßig auf die Landkreise und kreisfreien Städte verteilt werden. Nach dem Abschluss des Verfahrens können anerkannte Asylsuchende ihren Wohnsitz frei wählen, was oftmals zu einer erneuten Migrationsbewegung, nun in die westdeutschen Ballungsräume, führt. 2017 waren rund 30 % aller Ausländer im Freistaat Flüchtlinge.
Die lokale Verteilung der Migranten und Ausländer ist unterschiedlich. Die größeren Städte wiesen 2017 Ausländeranteile von rund 7 bis 8 % auf, während es in den kleinen Gemeinden fast durchweg unter 2 % waren.

### Geschlechts- und Altersstruktur

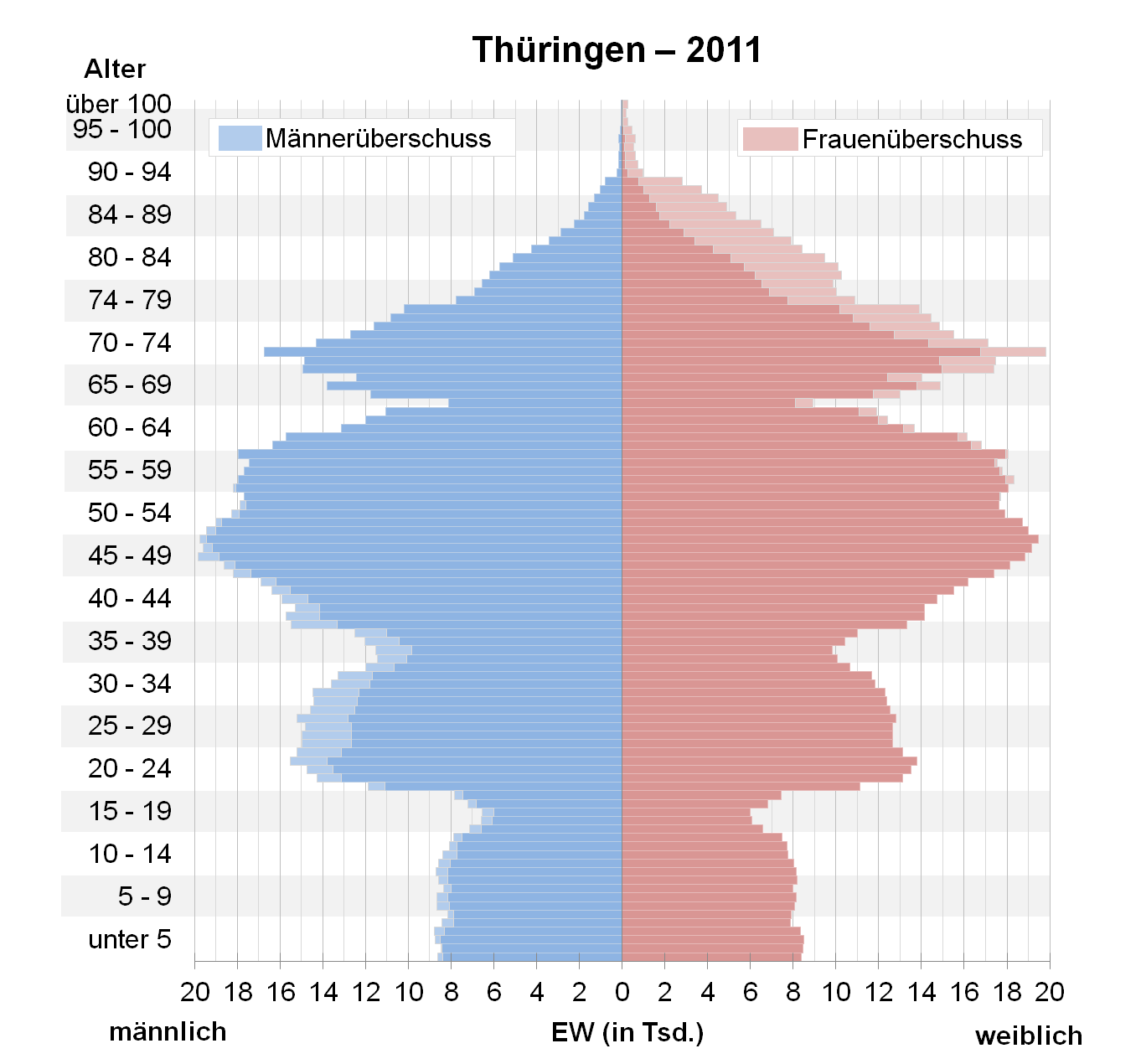
Bevölkerungspyramide für Thüringen 2011 (Datenquelle: Zensus 2011)

Die natürliche Geschlechterverteilung liegt bei Geburt bei etwa 105 Männern zu 100 Frauen. In Thüringen zeigte sich (wie auch in den anderen neuen Bundesländern), dass das Wanderungsverhalten junger Erwachsener geschlechtsspezifisch ist. Dies führte und führt insbesondere im ländlichen Raum zu einem erheblichen Männerüberschuss bzw. Frauenmangel, der sich durch sein Zusammenfallen mit der Familiengründungsphase negativ auf die Geburtenraten in diesen Regionen auswirkt. So öffnet sich die Geschlechterschere etwa ab dem 20. Lebensjahr und erreicht bei den 25- bis 40-Jährigen einen Höhepunkt, wobei etwa 115 bis 120 Männer auf 100 Frauen ihres Jahrgangs entfallen. Erst danach schließt sie sich wieder und bei den über 65-Jährigen besteht ein mit dem Alter ansteigender Frauenüberschuss, der jedoch durch die höhere Lebenserwartung der Frauen eine natürliche, nicht wanderungsbedingte Ursache hat. Die Zukunft muss zeigen, ob es sich bei dem Männerüberschuss in der Familiengründungsphase nur um ein durch die demografischen Umwälzungen der Nachwendezeit bedingtes einmaliges Phänomen oder um ein strukturell verfestigtes Problem handelt. In jedem Fall ist die Auswirkung auf die ohnehin niedrige Geburtenrate negativ.
Die Altersstruktur der Thüringer Bevölkerung ist von einer zunehmenden Überalterung geprägt, die jedoch lokal recht unterschiedlich in Erscheinung tritt. Der Anteil der über 65-Jährigen liegt in einigen Gemeinden im Thüringer Schiefergebirge und Thüringer Wald schon bei etwa 30 % mit weiter steigender Tendenz. Diese Regionen waren auch vor der Wiedervereinigung schon vom Wegzug der jungen Leute betroffen und sind somit heute am stärksten vom demografischen Wandel im klassischen Sinn geprägt. Auch das Altenburger Land und Teile des Landkreises Greiz weisen Gemeinden mit einem Seniorenanteil von rund 30 % auf. In Mittelthüringen um Erfurt, Weimar und Jena liegt der Anteil der über 65-Jährigen nur bei rund 20 %, wobei er auch dort (langsamer) zunimmt. Ein Problem, das sich mittelfristig aus der Alterung ergibt, ist der drastische Rückgang des Erwerbspersonenpotenzials. So werden laut Zensus von 2011 bis 2026 rund 502.000 Menschen altersbedingt aus dem Thüringer Arbeitsmarkt ausscheiden, während nur rund 236.000 ins Erwerbsalter (18 bis 65 Jahre) kommen. Wanderungen außen vor genommen besteht damit in den kommenden 15 Jahren ein Rückgang des Erwerbspersonenpotentials von 266.000 Personen, das der Arbeitsmarkt durch Zuwanderung, Produktivitätssteigerung und Aktivieren von Arbeitskräftereserven kompensieren muss. Damit zeichnet sich nach Jahrzehnten der hohen Arbeitslosigkeit ein Arbeitskräftemangel als volkswirtschaftliche Herausforderung im Freistaat ab.
| Geschlechts- und Altersstruktur (nach Zensus 2011) | Geschlechts- und Altersstruktur (nach Zensus 2011) | Geschlechts- und Altersstruktur (nach Zensus 2011) | Geschlechts- und Altersstruktur (nach Zensus 2011) |
| Altersgruppe                                       | Anteil an Gesamtbevölkerung                        | Männeranteil an Altersgruppe                       |                                                    |
| -------------------------------------------------- | -------------------------------------------------- | -------------------------------------------------- | -------------------------------------------------- |
| unter 18                                           | 13,1 %                                             | 51,3 %                                             |                                                    |
| 18 bis 39                                          | 25,0 %                                             | 53,4 %                                             |                                                    |
| 40 bis 64                                          | 38,6 %                                             | 50,3 %                                             |                                                    |
| ab 65                                              | 23,2 %                                             | 41,5 %                                             |                                                    |

## Bevölkerungsbewegungen

### Geburten und Sterbefälle
Bis 1971 wies Thüringen einen Geburtenüberschuss auf; bis in dieses Jahr wuchs die natürliche Bevölkerung (ohne Wanderungseffekte, die als räumliche Bevölkerungsbewegung bezeichnet werden). In den Jahren 1972 bis 1977 trat im Pillenknick ein Geburtendefizit auf, während zwischen 1978 und 1988 wieder ein Überschuss verzeichnet wurde. Dieser erneute Anstieg der Geburtenziffern fand nur in der DDR und nicht in Westdeutschland statt, weshalb die demografische Forschung vom Honeckerbuckel spricht, der zum Teil der Familien- und Sozialpolitik der DDR-Regierung zugeschrieben wird. Während dieser Zeit stieg die Geburtenziffer auf 1,8 bis 1,9 Kinder pro Frau an und lag damit noch immer unter dem Bestandserhaltungsniveau von 2,1. Weil die Bevölkerung damals insgesamt aber vergleichsweise jung war, genügte dieser Wert noch für eine positive Geburtenbilanz.
Ab 1989 war die Bilanz wieder negativ und erreichte im Wendeknick einen absoluten Tiefpunkt. 1994 lag die Geburtenziffer nur noch bei 0,77 Kindern pro Frau, was damals einen der geringsten jemals gemessenen Werte weltweit darstellte. Ab 1995 stieg die Geburtenziffer wieder an, 2007 wurde der gesamtdeutsche Durchschnitt erreicht und in den darauffolgenden Jahren lag und liegt die Geburtenziffer wieder leicht oberhalb des Bundesdurchschnitts. Dennoch verharrt das Geburtendefizit seit 1999 auf hohem Niveau, da es trotz einer größeren Anzahl von Kindern pro Frau eine stark gesunkene Anzahl von Frauen im gebärfähigen Alter gibt. Seit 2017 sinkt jedoch auch die Geburtenziffer wieder stark: So sank sie vom zwischenzeitlichen Höchststand (2017) von 1,63 bis 2023 kontinuierlich auf 1,32. Im Jahre 2022 sank auch deshalb die Zahl der Geburten auf den Tiefststand von 14.131 Kinder, so wenige wie seit 1995 nicht mehr.
| Zusammengefasste Geburtenziffer in Thüringen | Zusammengefasste Geburtenziffer in Thüringen |
| Jahr                                         | Geburten pro Frau                            |
| -------------------------------------------- | -------------------------------------------- |
| 1980                                         | 1,91                                         |
| 1985                                         | 1,71                                         |
| 1990                                         | 1,50                                         |
| 1995                                         | 0,86                                         |
| 2000                                         | 1,21                                         |
| 2005                                         | 1,26                                         |
| 2010                                         | 1,43                                         |
| 2015                                         | 1,56                                         |
| 2023                                         | 1,32                                         |

Die Anzahl der Sterbefälle ging in den 1990er-Jahren von etwa 33.500 auf etwa 26.000 zurück (– 22 %), was auf medizinische Fortschritte und eine verbesserte Krankenversorgung nach der Wiedervereinigung zurückzuführen ist. Auch die allgemeinen Lebensbedingungen (Umweltverschmutzung, Unfallgefahren und Arbeitsbelastung, Wohnsituation, Gesundheitsbewusstsein und Versorgungslage) verbesserten sich, sodass die Lebenserwartung insgesamt gegenüber der DDR-Zeit anstieg, was bei den Sterbefällen zu Verzögerungseffekten führte. Außerdem waren einige der Männer, die in den 1990er-Jahren das natürliche Ende ihrer Lebenserwartung erreicht hätten, bereits als Soldaten im Zweiten Weltkrieg gefallen, was die Sterbefälle in diesem Jahrzehnt zusätzlich reduzierte. Der allgemeine Bevölkerungsrückgang der 1990er-Jahre hatte hingegen keinen Einfluss auf die Sterbezahlen, da er besonders durch den Wegzug junger Menschen und das Ausbleiben von Geburten im Wendeknick zurückzuführen war – beides Effekte, die nicht mit den Sterbefällen in Abhängigkeit stehen.
Die Zahl der Sterbefälle ist das am besten zu prognostizierende Kriterium der Bevölkerungsentwicklung, weshalb hier für die nächsten Jahre klare Vorhersagen gemacht werden können. Demnach wird sich die Zahl der Sterbefälle von 27.000 im Jahr 2012 in den nächsten zehn Jahren rasch auf etwa 30.000 pro Jahr erhöhen und dann lange Zeit auf diesem hohen Niveau verharren (durch das Sterben der geburtenstarken Nachkriegsjahrgänge etwa bis 2050). Erst danach wirken sich Pillenknick und die Abwanderung der Wendezeit dämpfend auf die Zahl der Sterbefälle aus. Gleichzeitig ist die Zahl der Frauen im gebärfähigen Alter weiterhin rückläufig, sodass die Geburtenzahl abnehmen und das Geburtendefizit mittelfristig auf bis zu 20.000 pro Jahr anwachsen wird, relativ unabhängig davon, ob die Geburtenzahl pro Frau eher bei 1,2 oder eher bei 1,6 liegt. Um das Geburtendefizit auszugleichen, müsste sie im Jahr 2030 etwa bei über 4,0 liegen – ein Niveau, das inzwischen selbst in den meisten Entwicklungsländern nicht mehr erreicht wird.

### Wanderungen
Angesichts des drastischen Rückgangs der Bevölkerung auf natürlichem Wege (Geburten und Sterbefälle) nimmt die Bedeutung des Wanderungsgeschehens stark zu, insbesondere je kleiner die betrachtete räumliche Einheit ist. Der demografische Wandel führt insgesamt dazu, dass Thüringen zukünftig auf ein hohes Maß an Zuwanderung von außen angewiesen ist, um den Arbeitsmarkt, die Volkswirtschaft und das gesellschaftliche Leben aufrechtzuerhalten.

#### Wanderungen innerhalb Thüringens
Die intraregionalen Wanderungen in Thüringen sind seit der Industrialisierung von einem Zuzug vom Land in die Städte geprägt, der über alle Systeme hinweg bis in die heutige Zeit bestand und sich fortsetzt. Diese Entwicklung wurde nur durch zwei Sondereffekte unterbrochen: Zum einen waren dies die Wanderungsbewegungen im und kurz nach dem Zweiten Weltkrieg, die jedoch weniger freiwillig als vielmehr durch die Zwänge der Zeit erfolgten, zum anderen die kurze Suburbanisierungswelle in den 1990er-Jahren, als die großen Städte massiv Bevölkerung an ihr Umland verloren. Am stärksten konzentriert sich die Zuwanderung aus den Thüringer Regionen auf die Landeshauptstadt Erfurt, aber auch Jena und die meisten Mittelstädte sowie einige Kleinstädte können auf dieser Ebene von Zuzug profitieren. So setzt sich die Urbanisierung Thüringens fort.
| Binnenwanderungssalden (innerhalb Thüringens) der kreisfreien Städte der letzten 5 Jahre (2013 bis 2017) | Binnenwanderungssalden (innerhalb Thüringens) der kreisfreien Städte der letzten 5 Jahre (2013 bis 2017) | Binnenwanderungssalden (innerhalb Thüringens) der kreisfreien Städte der letzten 5 Jahre (2013 bis 2017) |
| Stadt | Saldo (aggregiert) 1                                                                                     | pro 1000 Einwohner                                                                                       |
| --- | --- | --- |
| Erfurt                                                                                                   | +6.795                                                                                                   | +31,9 |
| Jena | +2.780                                                                                                   | +25,0 |
| Gera 2                                                                                                   | −2.834                                                                                                   | −29,9 |
| Weimar                                                                                                   | +1.120                                                                                                   | +17,4 |
| Eisenach                                                                                                 | +1.817                                                                                                   | +42,5 |
| Suhl 2                                                                                                   | −5.985                                                                                                   | −170,2                                                                                                   |

#### Wanderungen zwischen Thüringen und den anderen Bundesländern
Mit den meisten anderen Bundesländern weist Thüringen einen negativen Wanderungssaldo auf. Dieser wird maßgeblich durch junge Menschen auf der Suche nach attraktiven Arbeitsplätzen und Lebensbedingungen verursacht. Die Gründe hierfür sind vielfältig: Zum einen besteht ein allgemeines Lohngefälle zwischen Thüringen und den alten Bundesländern fort, was die Arbeit in Thüringen vergleichsweise unattraktiv macht. Zum anderen gibt es einen strukturellen Mangel an hochbezahlten Arbeitsplätzen für Hochqualifizierte. So bietet Thüringen zwar ein attraktives Hochschulangebot, allerdings mangelt es im Anschluss aufgrund der wenig leistungsfähigen Wirtschaft ohne solvente Großunternehmen an adäquat entlohnten Arbeitsplätzen für Akademiker. Nicht zuletzt fehlt es Thüringen an großstädtischen Metropolen, die für einige junge Menschen erstrebenswerte Lebensbedingungen bereithalten. Hieraus erklärt sich der hohe Wanderungsverlust nach Sachsen (der fast ausschließlich auf Leipzig und Dresden entfällt) und Berlin, deren wirtschaftliche Potenz sich ansonsten wenig von Thüringen unterscheidet. Insgesamt hat sich das Wanderungsverhalten zwischen Thüringen und den anderen Bundesländern seit 2000 recht stark verändert. Der negative Wanderungssaldo zu den meisten alten Bundesländern verringerte sich deutlich, während er insbesondere mit Sachsen und Berlin anwuchs. Im Jahr 2016 gab es einen einmaligen Anstieg des negativen Binnenwanderungssaldos, der auf den Fortzug anerkannter Flüchtlinge, vor allem nach Nordrhein-Westfalen und Niedersachsen, zurückzuführen war.
| Wanderungssalden Thüringens mit den anderen Bundesländern der letzten 5 Jahre (2013 bis 2017) | Wanderungssalden Thüringens mit den anderen Bundesländern der letzten 5 Jahre (2013 bis 2017) |
| Land                                                                                          | Saldo (aggregiert)                                                                            |
| --------------------------------------------------------------------------------------------- | --------------------------------------------------------------------------------------------- |
| Sachsen                                                                                       | −9.654                                                                                        |
| Bayern                                                                                        | −4.437                                                                                        |
| Nordrhein-Westfalen                                                                           | −3.371                                                                                        |
| Berlin                                                                                        | −3.085                                                                                        |
| Hessen                                                                                        | −2.322                                                                                        |
| Niedersachsen                                                                                 | −2.131                                                                                        |
| Baden-Württemberg                                                                             | −1.313                                                                                        |
| Hamburg                                                                                       | −1.089                                                                                        |
| Mecklenburg-Vorpommern                                                                        | −670                                                                                          |
| Schleswig-Holstein                                                                            | −528                                                                                          |
| Rheinland-Pfalz                                                                               | −436                                                                                          |
| Bremen                                                                                        | −264                                                                                          |
| Brandenburg                                                                                   | −197                                                                                          |
| Saarland                                                                                      | −39                                                                                           |
| Sachsen-Anhalt                                                                                | +564                                                                                          |

| Wanderungssaldo Thüringens mit den anderen Bundesländern insgesamt | Wanderungssaldo Thüringens mit den anderen Bundesländern insgesamt |
| Jahr                                                               | Saldo                                                              |
| ------------------------------------------------------------------ | ------------------------------------------------------------------ |
| 2008                                                               | −11.853                                                            |
| 2009                                                               | −8.700                                                             |
| 2010                                                               | −7.544                                                             |
| 2011                                                               | −6.936                                                             |
| 2012                                                               | −6.516                                                             |
| 2013                                                               | −5.878                                                             |
| 2014                                                               | −5.656                                                             |
| 2015                                                               | −5.693                                                             |
| 2016                                                               | −7.724                                                             |
| 2017                                                               | −4.021                                                             |

#### Wanderungen zwischen Thüringen und dem Ausland
Ähnlich wie auf gesamtdeutscher Ebene war die Zuwanderung aus dem Ausland nach Thüringen in den 1990er-Jahren vergleichsweise hoch, ehe sie in den 2000er-Jahren zurückging und in einigen Jahren sogar negativ war, um in den 2010er-Jahren wieder stärker anzusteigen. Die größte Bedeutung der Wanderungen zwischen Thüringen und dem Ausland liegt jedoch in der Zukunft. Wenn in den nächsten 15 Jahren in den Thüringer Arbeitsmarkt altersbedingt jährlich etwa 18.000 Personen weniger eintreten als ausscheiden und gleichzeitig noch 7.000 Menschen (überwiegend im jungen erwerbsfähigen Alter) Thüringen in Richtung anderer Bundesländer verlassen, entsteht eine Lücke von 25.000 Personen jährlich, die durch Zuwanderung aus dem Ausland geschlossen werden müsste, um die Volkswirtschaft und die demografische Situation im Gleichgewicht zu halten. Davon ist Thüringen aktuell noch weit entfernt, allerdings gewinnt der hiesige Arbeitsmarkt durch die Wirtschaftsschwäche einiger süd- und osteuropäischer EU-Länder (die der Freizügigkeit unterliegen) relativ an Attraktivität, sodass die Zuwanderung aus dem Ausland bereits ansteigt und die Lage sich positiver darstellt als noch vor einigen Jahren. Beim Höchststand der Arbeitslosigkeit im Februar 2005 waren noch 239.000 Thüringer ohne Beschäftigung (Quote: 19,4 %), während es im August 2018 nur noch 60.000 waren, womit die Quote bei 5,4 % lag. Die Altersstruktur der erwerbsfähigen Bevölkerung Thüringens wird dazu führen, dass die Arbeitslosenquote weiterhin (bei seitwärts verlaufender Konjunktur) zurückgeht bis hin zu einem demografiebedingten Mangel an Arbeitskräften in mittelfristiger Zukunft, zu dessen Deckung die Zuwanderung aus dem Ausland beiträgt.
Das Wanderungsgeschehen mit dem Ausland konzentriert sich vor allem auf die Groß- und Mittelstädte sowie einige Kleinstädte, während die ländlichen Gemeinden hierbei weitgehend außen vor bleiben. Die bedeutendsten Herkunftsländer der Zuwanderer der letzten Jahre waren einerseits die Staaten Mittel- und Osteuropas (die teilweise der EU-Freizügigkeit unterliegen), wobei es sich vor allem um Arbeitsmigration (etwa in Berufe des Gesundheitswesens wie Ärzte und Pflegekräfte) handelt, und andererseits von Krieg betroffene Länder, deren Einwohnern als Flüchtlingen in Deutschland Asyl gewährt wurde (vor allem Syrien, Afghanistan und Irak). Für einige kleinere osteuropäische Staaten, besonders Ungarn (dort auch hervorgerufen durch eine verfehlte Regierungspolitik), Serbien und Bulgarien, aber auch Lettland und Litauen wirkt sich das immense Ausmaß der Abwanderung nach Mittel- und Westeuropa mittlerweile wirtschaftlich existenzbedrohend aus, vergleichbar mit demografisch stark benachteiligten Landstrichen in den neuen Bundesländern. Unter den bedeutendsten Zielländern von Auswanderern aus Thüringen befinden sich insbesondere die deutschsprachigen Nachbarländer Schweiz und Österreich, deren Wanderungsgeschehen vom Ausmaß her eher mit der innerdeutschen Migration in die anderen Bundesländer vergleichbar ist, sowie die Länder Skandinaviens und die klassischen englischsprachigen Einwanderungsländer der westlichen Welt.
| Wanderungssaldo Thüringens mit dem Ausland | Wanderungssaldo Thüringens mit dem Ausland |
| Jahr                                       | Saldo 1                                    |
| ------------------------------------------ | ------------------------------------------ |
| 2008                                       | −840                                       |
| 2009                                       | +674                                       |
| 2010                                       | +1.803                                     |
| 2011                                       | +2.727                                     |
| 2012                                       | +4.788                                     |
| 2013                                       | +6.030                                     |
| 2014                                       | +10.377                                    |
| 2015                                       | +30.326                                    |
| 2016                                       | +5.469                                     |
| 2017                                       | +8.013                                     |

| Wichtigste Herkunftsländer internationaler Migration in Thüringen in den letzten 5 Jahren (2012–2016) (Saldo über +1000) | Wichtigste Herkunftsländer internationaler Migration in Thüringen in den letzten 5 Jahren (2012–2016) (Saldo über +1000) | Wichtigste Herkunftsländer internationaler Migration in Thüringen in den letzten 5 Jahren (2012–2016) (Saldo über +1000) | Wichtigste Herkunftsländer internationaler Migration in Thüringen in den letzten 5 Jahren (2012–2016) (Saldo über +1000) |
| Rang | Land | Saldo | |
| --- | --- | --- | --- |
| 1. | Syrien | +17.919 | |
| 2. | Afghanistan | +7.342 | |
| 3. | Polen | +6.330 | |
| 4. | Irak | +4.830 | |
| 5. | Rumänien | +4.211 | |
| 6. | Bulgarien | +1.897 | |
| 7. | Eritrea 2 | +1.625 | |
| 8. | Ungarn | +1.522 | |
| 9. | Russland | +1.509 | |
| 10. | Slowakei | +1.236 | |
| 11. | Kosovo | +1.054 | |
| 12. | Albanien | +1.033 | |
| | nachrichtlich: östliche EU-Länder 3                                                                                      | +17.816 | |

| Wichtigste Zielländer internationaler Migration in Thüringen in den letzten 5 Jahren (2012–2016) (Saldo unter −50) | Wichtigste Zielländer internationaler Migration in Thüringen in den letzten 5 Jahren (2012–2016) (Saldo unter −50) | Wichtigste Zielländer internationaler Migration in Thüringen in den letzten 5 Jahren (2012–2016) (Saldo unter −50) | Wichtigste Zielländer internationaler Migration in Thüringen in den letzten 5 Jahren (2012–2016) (Saldo unter −50) |
| Rang | Land | Saldo | |
| --- | --- | --- | --- |
| 1. | Schweiz | −1.407 | |
| 2. | Österreich | −578 | |
| 3. | Schweden | −101 | |
| 4. | Vereinigte Staaten                                                                                                 | −98 | |
| 5. | Norwegen | −60 | |
| 6. | Brasilien | −59 | |

### Regionale Entwicklungen
Auf regionaler Ebene haben sich seit der Jahrtausendwende Gebiete mit wachsender und sinkender Bevölkerungszahl herausgebildet. Weitgehend stabil ist die Einwohnerzahl in der Mitte des Landes zwischen Eisenach im Westen, Jena im Osten, Ilmenau im Süden und Erfurt im Norden entlang der Autobahnen 4 und 71, wo sich auch die starken Wirtschaftskorridore sowie nahezu sämtliche Hochschulen und Forschungseinrichtungen befinden. Das Bevölkerungswachstum der dortigen Städte ist höher als die Rückgänge in den kleineren Gemeinden, sodass die Gesamtzahl leicht ansteigend ist. Die Bereiche nördlich, östlich und südlich davon sind hingegen von Schrumpfungsprozessen betroffen, die ihre Ursache in verschieden gelagerten strukturellen Schwächen haben.
Nordthüringen war von jeher eine agrarische, schwach industrialisierte Region, deren Wirtschaftsaktivität sich weitgehend auf die erst im 20. Jahrhundert entstandenen Solitärstandorte wie Heiligenstadt/Leinefelde, Nordhausen oder Sömmerda/Kölleda sowie die zahlreichen Standorte des Kalibergbaus beschränkte. Während letzterer nach der Wiedervereinigung rasch abgewickelt wurde, konnten sich die Einzelstandorte gut entwickeln, der umgebende Raum behielt jedoch seine Strukturschwäche mit einem Mangel an attraktiven Arbeitsplätzen. In Ostthüringen, einer einstmals stark industrialisierten Region, brach die Wirtschaft nach 1990 extrem ein, die bestimmenden Branchen von der Braunkohle über die Wismut bis hin zur Textilindustrie verschwanden komplett, was bis heute trotz einer recht zentralen Lage und guten Verkehrsinfrastruktur nicht kompensiert werden konnte. Im Süden des Landes von der hessischen Grenze bis an die A 9 sind die Strukturprobleme anders gelagert. Während es hier eine flächendeckende mittelständische Wirtschaft mit attraktivem Arbeitsplatzangebot gibt, wirkt sich vor allem die starke Zentrumsferne in Bezug auf Großstädte und Oberzentren nachteilig aus, ebenso wie das Fehlen von regionalen städtischen Zentren. Dazu tritt eine relativ umwegige Verkehrsanbindung ohne leistungsfähige Bahnstrecken, verbunden mit einer schon heute häufig geringen Bevölkerungsdichte. Hier stellt bei Vollbeschäftigung die Gewinnung von Arbeitskräften von außerhalb bereits eines der drängendsten Probleme dar.
| Geburten- und Wanderungssalden der letzten fünf Jahre (2013 bis 2017) auf Kreisebene | Geburten- und Wanderungssalden der letzten fünf Jahre (2013 bis 2017) auf Kreisebene | Geburten- und Wanderungssalden der letzten fünf Jahre (2013 bis 2017) auf Kreisebene | Geburten- und Wanderungssalden der letzten fünf Jahre (2013 bis 2017) auf Kreisebene | Geburten- und Wanderungssalden der letzten fünf Jahre (2013 bis 2017) auf Kreisebene |
| Kreis                                                                                | Wanderungssaldo                                                                      | pro 1000 Einwohner                                                                   | Geburtensaldo                                                                        | pro 1000 Einwohner                                                                   |
| Mittelthüringen                                                                      | Mittelthüringen                                                                      | Mittelthüringen                                                                      | Mittelthüringen                                                                      | Mittelthüringen                                                                      |
| ------------------------------------------------------------------------------------ | ------------------------------------------------------------------------------------ | ------------------------------------------------------------------------------------ | ------------------------------------------------------------------------------------ | ------------------------------------------------------------------------------------ |
| Erfurt, kreisfreie Stadt                                                             | +10.360                                                                              | +48,6                                                                                | −879                                                                                 | −4,1                                                                                 |
| Weimar, kreisfreie Stadt                                                             | +1.847                                                                               | +28,7                                                                                | −694                                                                                 | −10,8                                                                                |
| Landkreis Gotha                                                                      | +3.490                                                                               | +25,8                                                                                | −3.293                                                                               | −24,3                                                                                |
| Landkreis Sömmerda                                                                   | +604                                                                                 | +8,6                                                                                 | −1.639                                                                               | −23,4                                                                                |
| Ilm-Kreis                                                                            | +2.004                                                                               | +18,4                                                                                | −2.755                                                                               | −25,3                                                                                |
| Landkreis Weimarer Land                                                              | +1.536                                                                               | +18,7                                                                                | −1.423                                                                               | −17,3                                                                                |
| Nordthüringen                                                                        |                                                                                      |                                                                                      |                                                                                      |                                                                                      |
| Landkreis Eichsfeld                                                                  | +204                                                                                 | +2,0                                                                                 | −874                                                                                 | −8,7                                                                                 |
| Landkreis Nordhausen                                                                 | +1.197                                                                               | +14,1                                                                                | −2.466                                                                               | −29,1                                                                                |
| Unstrut-Hainich-Kreis                                                                | +1.316                                                                               | +12,7                                                                                | −2.800                                                                               | −27,1                                                                                |
| Kyffhäuserkreis                                                                      | +400                                                                                 | +5,3                                                                                 | −3.194                                                                               | −42,1                                                                                |
| Südwestthüringen                                                                     |                                                                                      |                                                                                      |                                                                                      |                                                                                      |
| Eisenach, kreisfreie Stadt                                                           | +2.093                                                                               | +49,0                                                                                | −1.150                                                                               | −26,9                                                                                |
| Suhl, kreisfreie Stadt                                                               | +496                                                                                 | +14,1                                                                                | −1.291                                                                               | −36,7                                                                                |
| Wartburgkreis                                                                        | −490                                                                                 | −4,0                                                                                 | −2.999                                                                               | −24,2                                                                                |
| Landkreis Schmalkalden-Meiningen                                                     | +539                                                                                 | +4,4                                                                                 | −3.825                                                                               | −31,1                                                                                |
| Landkreis Hildburghausen                                                             | +169                                                                                 | +2,6                                                                                 | −1.803                                                                               | −28,2                                                                                |
| Landkreis Sonneberg                                                                  | +820                                                                                 | +14,5                                                                                | −2.236                                                                               | −39,7                                                                                |
| Ostthüringen                                                                         |                                                                                      |                                                                                      |                                                                                      |                                                                                      |
| Jena, kreisfreie Stadt                                                               | +3.475                                                                               | +31,3                                                                                | +705                                                                                 | +6,3                                                                                 |
| Gera, kreisfreie Stadt                                                               | +2.504                                                                               | +26,4                                                                                | −3.051                                                                               | −32,2                                                                                |
| Landkreis Saalfeld-Rudolstadt                                                        | −91                                                                                  | −0,8                                                                                 | −4.005                                                                               | −37,3                                                                                |
| Saale-Holzland-Kreis                                                                 | +123                                                                                 | +1,5                                                                                 | −1.464                                                                               | −17,6                                                                                |
| Saale-Orla-Kreis                                                                     | −337                                                                                 | −4,1                                                                                 | −2.558                                                                               | −31,4                                                                                |
| Landkreis Greiz                                                                      | −620                                                                                 | −6,2                                                                                 | −3.797                                                                               | −38,2                                                                                |
| Landkreis Altenburger Land                                                           | −396                                                                                 | −4,4                                                                                 | −3.708                                                                               | −40,9                                                                                |

## Bevölkerungsprognosen

### 12. koordinierte Bevölkerungsvorausberechnung 2009
Die Bevölkerungsprognosen gehen in Thüringen weiterhin von einer rückläufigen Gesamteinwohnerzahl aus. Die 12. koordinierte Bevölkerungsvorausberechnung des Thüringer Landesamtes für Statistik (TLS) aus dem Jahr 2009, die auch für die Landesverwaltung die verbindliche Planungsgrundlage darstellt, sagte bis 2015 einen Rückgang auf 2,12 Mio., bis 2020 auf 2,03 bis 2,04 Mio. und bis 2025 auf 1,93 bis 1,95 Mio. Einwohner voraus. Im Jahr 2014 zeichnet sich ab, dass diese Prognose deutlich zu pessimistisch ist, da sich das Wanderungsgeschehen seit einigen Jahren positiver als erwartet entwickelt. Korrigiert um die Ergebnisse des Zensus 2011 (mit der Löschung von 40.000 nicht existenten Einwohnern aus der Statistik) sagte die Prognose von 2009 für das Jahr 2013 2,12 Mio. Einwohner oder einen Rückgang von 107.000 Personen gegenüber dem 31. Dezember 2008 voraus, während der tatsächliche Rückgang auf 2,16 Mio. Einwohner nur bei 67.000 Personen lag. Dazu trugen maßgeblich eine wesentlich bessere Wanderungsbilanz sowie eine geringfügig höhere Geburtenzahl bei.
Deutlich besser als prognostiziert entwickelte sich die Bevölkerungszahl zwischen 2008 und 2013 vor allem in Erfurt, Gera, Suhl, dem Weimarer Land und dem Kyffhäuserkreis, während am anderen Ende der Skala einzig in Weimar und im Ilm-Kreis die Vorhersagen relativ genau eintrafen.

### 1. regionalisierte Bevölkerungsvorausberechnung 2014–2035
Die 1. regionalisierte Bevölkerungsvorausberechnung (rBv) des TLS sieht einen Bevölkerungsrückgang in Thüringen von 2,15 Mio. Einwohnern 2014 auf 1,87 Mio. Einwohner 2035 voraus. Dies entspricht einem Rückgang von 13 %.
Für Weimar beispielsweise wird ein Rückgang von 63.500 auf 61.000, also um 3,8 % prognostiziert.

### 3. regionalisierte Bevölkerungsvorausberechnung 2021–2042
2023 veröffentlichte das Thüringer Landesamt für Statistik die 3. regionalisierte Bevölkerungsvorausberechnung, der zufolge die Bevölkerungszahl zwischen 2021 und 2042 landesweit um 9 Prozent abnehmen könnte.
Die Bevölkerungszahl aller Landkreise und zwei der fünf kreisfreien Städte wird voraussichtlich schrumpfen. Der stärkste Rückgang wird mit 26 Prozent in der Stadt Suhl prognostiziert. Nur die Städte Weimar, Erfurt und Jena könnten um bis zu 5 Prozent anwachsen.
Für Weimar beispielsweise wird ein Anstieg von 65.600 Einwohnern 2022 auf 68.200 Einwohner 2042 vorausgesagt, was einem Anstieg von rund 4 % entspricht.

### Faktoren
Am sichersten zu prognostizieren ist die Zahl der Sterbefälle, da die betroffenen Personen im fortgeschrittenen Lebensalter nur noch eine geringe räumliche Mobilität aufweisen und recht wenige Umzüge vornehmen. Zudem handelt es sich hierbei nicht um eine beeinflussbare individuelle Entscheidung (anders als etwa das Geburtenverhalten oder Umzüge). Auch die Geburtenzahlen lassen sich einigermaßen präzise über einen gewissen Zeitraum prognostizieren, da die potenziellen Mütter ebenfalls bereits erfassbar sind. Allerdings spielt hier Wanderungsverhalten noch eine Rolle, da junge Frauen vergleichsweise mobil sind. Zusätzlich schwankt die Fertilitätsrate, allerdings in einem recht engen Korridor (beispielsweise zwischen 1,2 und 1,6 Kindern pro Frau), der zumindest für kürzere Zeiträume keinen großen Einfluss auf die Gesamtbevölkerungszahl hat. Das Wanderungsverhalten ist insgesamt hingegen nur sehr schwer prognostizierbar, da es von zahlreichen internen und externen Faktoren abhängt. Dazu gehört die wirtschaftliche Entwicklung vor Ort und anderswo ebenso wie sich wandelnde Lebensstile, die eine bestimmte Wohnform (z. B. in der Großstadt oder im Grünen) präferieren oder rechtliche Rahmenbedingungen, die insbesondere die Zuwanderung aus dem Ausland reglementieren. Das Wanderungsgeschehen von heute hat jedoch starke Rückwirkungen auf das Geburtenverhalten von morgen, da zuwandernde Frauen für zusätzliche Geburten sorgen, während durch abwandernde Frauen die Geburtenzahl nochmals geringer wird, weshalb die Unsicherheit von Bevölkerungsprognosen je weiter sie in der Zukunft liegen zunimmt. Besonders die Zuwanderung aus dem Ausland ist praktisch nicht prognostizierbar, ebenso wie kleinräumiges Wanderungsverhalten etwa auf der Ebene einer Stadt oder einer Gemeinde. Deshalb steigt die Prognoseunsicherheit nicht nur je weiter in die Zukunft geblickt wird, sondern auch je kleiner das betrachtete Gebiet ist.

### Lokale Entwicklungen
Wie schon seit den späten 1990er-Jahren wird sich auch zukünftig die demografische Situation der einzelnen Regionen Thüringens weiter ausdifferenzieren. Während die beiden Großstädte schon seit 1999 (Jena) bzw. 2003 (Erfurt) wieder wachsen, stabilisieren sich auch die meisten Mittel- und einige Kleinstädte und weisen nur noch leichte Bevölkerungsrückgänge auf.
Im ländlichen Raum und einigen „Problemstädten“ wie Suhl oder Greiz setzt sich die Abwärtsdynamik hingegen ungebremst fort, sodass für große Teile des Raumes in Thüringen weitere deutliche Bevölkerungsverluste zu erwarten sind, zumal sich die Zuwanderung aus dem Ausland als entscheidende Stütze zur Stabilisierung der Bevölkerungsentwicklung abermals hauptsächlich auf die Städte konzentriert. Dies bedeutet für die meisten Dörfer in der Zukunft einen Bevölkerungsrückgang um 10 bis 20 % pro Jahrzehnt (entspricht einem guten Drittel in 25 Jahren), in besonders betroffenen Gebieten wie beispielsweise dem Thüringer Schiefergebirge auch über 20 % in zehn Jahren. Hiervon ausgenommen sind lediglich die in Stadtnähe gelegenen Orte, zum Beispiel um Erfurt, Weimar und Jena, wo das Geburtendefizit zumindest teilweise durch Zuwanderung ausgeglichen wird und den Rückgang abfedert.
Dadurch wird die Infrastruktur auf dem Land vor Tragfähigkeitsprobleme gestellt (z. B. Schulen, ÖPNV, Abwasser etc.), sodass dort die Lebenshaltungskosten bei schlechter werdendem Angebot noch steigen, was wiederum Attraktivitätsprobleme schafft und weitere Abwanderung nach sich zieht. Auch der Wohnraumleerstand nimmt zu, was bereits heute das Bild einiger Dörfer beeinträchtigt und Kosten für Sicherung oder Abriss produziert. Eine Folge dieser Prozesse ist die Verinselung der Raumstruktur mit stabilen Städten, zwischen denen zunehmend entleerte ländliche Räume liegen. Nicht zuletzt sinken die Immobilienpreise in diesen Gegenden auf ein Minimum, was zu einem großen volkswirtschaftlichen Schaden für die Privathaushalte als Eigenheimbesitzer in der Region führt (sinkt beispielsweise der durchschnittliche Immobilienwert in einem Dorf mit 200 Wohnhäusern um je 50.000 Euro, liegt der Schaden allein in diesem Dorf bei 10 Mio. Euro, bei einem Landkreis mit 100 solchen Dörfern entsprechend bei 1 Mrd. Euro).
Umgekehrt spannen sich die Wohnungsmärkte in einigen Städten wieder an, allen voran in Jena, wo es durch die Kessellage der Stadt schwierig ist, Bauflächen zur Schaffung von neuem Wohnraum bereitzustellen, sowie zunehmend auch in Erfurt, Weimar, Nordhausen oder Ilmenau, wo das Wohnraumangebot am Markt ebenfalls rückläufig ist und die Mietpreise ansteigen.
In Thüringen könnte sich der Kontrast zwischen dem wirtschaftlichen Aktivraum in der Landesmitte entlang von A 4 und A 71 einerseits und den peripheren Räumen wie Nordthüringen, dem Altenburger Land oder dem Schiefergebirge noch weiter verschärfen, was die Verwirklichung gleichwertiger Lebensbedingungen im ganzen Land weiter erschwert.